# Raid di Koiari
Il raid di Koiari fu combattuto tra il 28 e il 29 novembre 1943 nel corso della campagna di Bougainville, tra le forze statunitensi e quelle giapponesi. Il raid vide coinvolta una forza di marines, delle dimensioni di un battaglione, che tentò un'azione di disturbo verso le forze dell'esercito imperiale giapponese. Il raid fu un fallimento per gli statunitensi, che furono attaccati da forze numericamente superiori a quanto previsto e dovettero ritirarsi nella testa di ponte senza aver raggiunto nessuno degli obiettivi prefissati.

## Pianificazione
Il comandante statunitense, il generale Roy Geiger, voleva aumentare il perimetro della testa di ponte che era stata stabilita intorno a Capo Torokina dopo lo sbarco del 1º novembre, in modo da includere una serie di colline distanti circa 1800 m. Ordinò allora un avanzamento in direzione est verso il fiume Torokina, volto a stabilire una linea di difesa interna, nome in codice "Fox". L'avanzata proseguì fino al 26 novembre, ma il lato destro era vulnerabile ad un eventuale un attacco a sorpresa giapponese. Al fine di proteggere l'avanzata, Geiger progettò un raid contro Koiari, distante da Capo Torokina 16 km lungo la costa, per rilevare i movimenti delle truppe giapponesi, distruggere i loro depositi e le loro linee di comunicazione. Gli incursori avevano il compito di disturbare le unità nemiche all'interno dell'isola, fino all'altezza della Est-West Trail, con l'ordine di evitare ogni scontro diretto. 
Un battaglione di paramarines, il 1st Parachute Battalion del 1st Marine Parachute Regiment, sotto al comando del maggiore Richard Fagan, appena arrivato da Vella Lavella, fu assegnato come forza principale nel raid assieme alla compagnia M dei Marine Raiders ed un gruppo di osservatori d'artiglieria provenienti dal 12th Marine Regiment. 
Tuttavia, a causa di ritardi l'incursione non poté partire prima del 29 novembre. Il fuoco di copertura per lo sbarco, che secondo i piani doveva essere fornito da cacciatorpediniere, non era disponibile a causa di ordini precedenti. Uno sbarco preliminare ebbe luogo nella notte del 27 novembre, e la ricognizione non rilevò attività nemica nella zona. Il giorno prima dello sbarco, il 28 novembre, una seconda ricognizione svolta da una barca nuovamente non riportò nessuna attività di forze giapponesi.

## Il raid
Il 1st Parachute Battalion, a bordo di LCMS e LCVP, sbarcò a Koiari alle 4:00 del 29 novembre. Il battaglione sbarcò nei pressi di un magazzino rifornimenti giapponesi, che i marines sorpassarono velocemente, riuscendo a procedere nell'entroterra per circa 180 m, sotto al fuoco di mortai, mitragliatrici e fucili. Nel frattempo, la compagnia M e la compagnia HQ sbarcarono 800 m più a sud.
Al fine di respingere gli assalitori, i giapponesi lanciarono diverse cariche di fanteria che causarono perdite significative tra le forze statunitensi. Supporto di fuoco ravvicinato fu fornito dai cannoni da 155 mm M114 del 3rd Defense Battalion, che aprirono il fuoco l'area intorno a Cape Torokina sotto le indicazioni degli osservatori d'artiglieria. 
Gli artiglieri statunitensi impiegarono anche un cannone 37 mm Type 11 catturato in precedenza ai giapponesi.
La resistenza dei giapponesi fu superiore al previsto, e divenne chiaro ai comandanti statunitensi che gli incursori era in inferiorità numerica. Con una forza stimata in circa 1 200 soldati giapponesi nelle immediate vicinanze, le forze statunitensi rischiavano di essere annientati. La seconda squadra, sbarcata più a sud, si incontrò con la forza principale partito alle ore 09:30, dopo aver perso 13 uomini nello spostamento verso nord.
Resosi conto della futilità della battaglia in corso e credendo di non aver più libertà d'azione, Fagan inviò via radio una richiesta di evacuazione. Geiger acconsentì ed ordinò la ritirata, anche se per un errore questo messaggio non passò attraverso Fagan. 
Due tentativi di evacuazione usando i mezzi da sbarco fallirono a causa del forte fuoco d'artiglieria giapponese. Gli statunitensi si trovarono spalle al mare e con le munizioni in progressivo esaurimento, finché alle 18:00 una cannoniera LCI ed i cacciatorpediniere Fullam, Lansdowne e Lardner giunsero alla spiaggia e, coordinandosi con l'artiglieria di terra e le forze aeree, fornirono fuoco di copertura ai mezzi di soccorso. L'ultima barca lasciò l'area alle 20:40 con l'aiuto dalle tenebre.

## Conseguenze
Nessuno degli obiettivi prefissati furono raggiunti ed il raid fu un fallimento. Dei 614 uomini, 15 morirono in combattimento od in seguito per le ferite riportate, 99 rimasero feriti e 7 dispersi. Le perdite giapponesi furono stimate in circa 145-291 uomini.
In questo caso la mancanza di bombardamenti preliminari, navali o di artiglieria, si rivelò determinante per l'esito dell'operazione. In seguito al raid, gli statunitensi tentarono nuovamente di ampliare il perimetro della testa di ponte, impiegando unità della 3rd Marine Division che in dicembre attraversarono il fiume Torokina nell'ambito di un piano per conquistare le alture a ovest del fiume stesso. 
Questo avanzamento avrebbe visto i marines prendere parte ad una serie di scontri che culminarono nella battaglia di Hellzapoppin Ridge e Hill 600A combattuta a metà dicembre.